# Paseo Público (Curitiba)

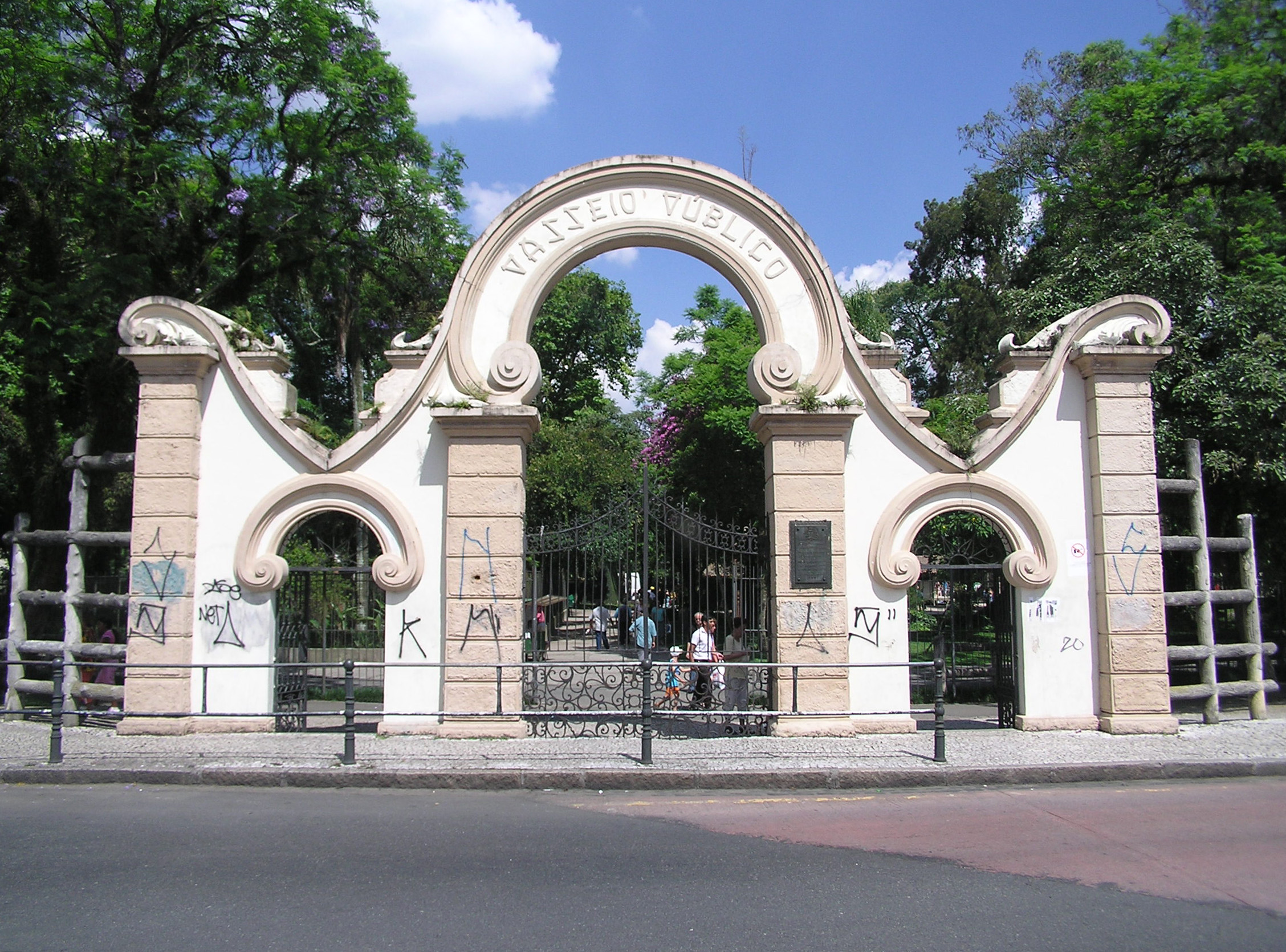
Entrada al Paseo Público de Curitiba.

El Paseo Público (en portugués Passeio Público) es el parque más antiguo de la ciudad brasileña de Curitiba, capital del Estado de Paraná. Está ubicado en el área comprendida entre las calles Carlos Cavalcanti, Presidente Faria, João Gualberto y Luiz Leão, en pleno centro de la ciudad.
Los terrenos donde se encuentra, que eran en el pasado un pantanoso charco, fueron donados y saneados por el Comendador Francisco Fasce Fontana (yerbatero y empresario). 
El carioca vizconde de Taunay fue uno de los principales responsables de la creación de este parque, inaugurado el 2 de mayo de 1886, víspera del día de entrega de su cargo como presidente de la entonces provincia de Paraná.

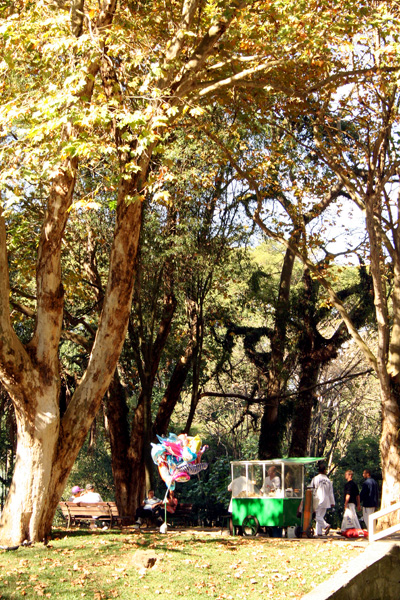
Interior del parque.

Es uno de los símbolos más importantes de la capital paranaense y un importante pulmón verde de la ciudad. Sus dos portales, proyectados por el arquitecto Frederico Kirchgässner, son réplicas de los ubicados en un cementerio de París.
Hasta mediados de la década de  1980, el Paseo Público era una de las sedes principales del Zoológico de Curitiba. Sin embargo, en la actualidad sólo es sede del departamento administrativo de dicha entidad, y expone aves de pequeño porte.
El Paseo Público está formado por diversos lagos e islotes, entre los cuales se encuentra, la Ilha da Ilusão, que fue sede, el 20 de agosto de 1911, de la coronación de Emiliano Perneta como príncipe de los poetas paranaenses.